# Dolichoprosopus rondoni
Dolichoprosopus rondoni là một loài bọ cánh cứng trong họ Cerambycidae.